# Attern (Iserlohn)
Attern ist ein Ortsteil von Kesbern, einem Stadtteil im Süden der sauerländischen Stadt Iserlohn im Märkischen Kreis.  
Die Gehöftgruppe liegt im Ursprungsgebiet des Grüner Bachs. Sie ging wahrscheinlich aus einem Einzelhof aus dem frühen Hochmittelalter hervor. 1446 befand sich im Rentenverzeichnis der Pankratiuskirche in der Nähe von Iserlohn gelegenen Gütern die Erwähnung „ut ener Weze (Wiese) gelegen to Attenderne“. Möglicherweise leitet sich der Ortsname aus dem Männernamen „Hatto“ ab. 1975 kam der Wohnplatz mit der Eingemeindung von Kesbern nach Iserlohn. Nach Müllers Großem Deutschen Ortsbuch verfügte der Wohnplatz 2012 über 48 Einwohner. Die den Ort durchquerende Grüner Talstraße führt von Oestrich über Dannenhöfer und Attern nach Ihmert; ein Abzweig der Straße führt nach Altena.